# 介護支援専門員
介護支援専門員（かいごしえんせんもんいん）は、介護保険法等を根拠に、ケアマネジメントを実施することのできる公用資格、また有資格者のことをいう。2022年4月現在、免許という位置づけではない。要支援・要介護認定者およびその家族からの相談を受け、介護サービスの給付計画（ケアプラン）を作成し、自治体や他の介護サービス事業者との連絡、調整等を行う。ケアマネジャー（care manager）とも呼称される。また有資格者のことをいう。厚生労働省からは、介護保険法に基づく国家資格である旨の見解が示されている。
介護支援専門員は居宅介護支援事業所・介護予防支援事業所・介護保険施設・グループホーム・小規模多機能型居宅介護事業所等に所属する。
なお介護保険法について、以下では条数のみ記す。

## 定義
介護保険法においては、「この法律において「介護支援専門員」とは、要介護者又は要支援者（以下「要介護者等」という。）からの相談に応じ、及び要介護者等がその心身の状況等に応じ適切な居宅サービス、地域密着型サービス、施設サービス、介護予防サービス若しくは地域密着型介護予防サービス又は特定介護予防・日常生活支援総合事業（第115条の45第1項第1号イに規定する第一号訪問事業、同号ロに規定する第一号通所事業又は同号ハに規定する第一号生活支援事業をいう。以下同じ。）を利用できるよう市町村、居宅サービス事業を行う者、地域密着型サービス事業を行う者、介護保険施設、介護予防サービス事業を行う者、地域密着型介護予防サービス事業を行う者、特定介護予防・日常生活支援総合事業を行う者等との連絡調整等を行う者であって、要介護者等が自立した日常生活を営むのに必要な援助に関する専門的知識及び技術を有するものとして第69条の7第1項の介護支援専門員証の交付を受けたものをいう。」と定義されている（第7条5項）。

## 業務
利用者の介護全般に関する相談援助や関係機関との連絡調整を行うが、援助の流れは利用希望者、家族はどのような介護サービスの希望をするか面接（インテーク）、どのような介護サービスが必要かを査定（アセスメント）、介護保険が利用できるようにサービス計画、個別支援計画を作成（プランニング）する。そしてサービスの利用開始後も提供されている介護サービスが適切か否かを定期的に評価（モニタリング）して要介護者と介護者の状況に合わせて再びアセスメント、プランニングをおこなう。

## 資格

### 取得方法
介護支援専門員として登録・任用されるには、都道府県の実施する「介護支援専門員実務研修受講試験」に合格し、「介護支援専門員実務研修」を修了する必要がある（第69条の2）。登録を受けたものには介護支援専門員証が交付され、その有効期間は5年である（第69条の7）。
「介護支援専門員実務研修受講試験」の受験資格としては、下記のように、法定資格所持者の5年以上の実務経験が必要とされる。
- 法定資格（介護福祉士、社会福祉士、精神保健福祉士、医師、歯科医師、薬剤師、保健師、助産師、看護師、准看護師、理学療法士、作業療法士、視能訓練士、義肢装具士、歯科衛生士、言語聴覚士、あん摩マッサージ指圧師、はり師、きゅう師、柔道整復師、栄養士[注釈 1]）を所持している者が、5年以上の実務経験を有する者。現状では試験合格者の半数弱は、介護福祉士である。

毎年10月に試験が開催される。合格率は1998年度の第1回が44.1%であったが、2005年度の第8回が25.6%で3割を、2011年度の第14回が15.3%で2割を下回った。さらに受験資格が厳格化された2018年度の第21回は10.1%で過去最低を更新した。

### 欠格要件
以下の者は介護支援専門員となる資格を有せず、すでに介護支援専門員となっているものが以下のいずれかに該当した場合は当然にその資格を失う（第69条の2但書）。
1. 心身の故障により介護支援専門員の業務を適正に行うことができない者[4]として厚生労働省令で定めるもの
2. 禁錮以上の刑に処せられ、その執行を終わり、又は執行を受けることがなくなるまでの者
3. 介護保険法その他国民の保健医療若しくは福祉に関する法律で政令で定めるもの[5]の規定により罰金の刑に処せられ、その執行を終わり、又は執行を受けることがなくなるまでの者
4. 登録の申請前5年以内に居宅サービス等に関し不正又は著しく不当な行為をした者
5. 第69条の38第3項の規定による禁止の処分を受け、その禁止の期間中に第69条の6第1号の規定によりその登録が消除され、まだその期間が経過しない者
6. 第69条の39の規定による登録の消除の処分を受け、その処分の日から起算して5年を経過しない者
7. 第69条の39の規定による登録の消除の処分に係る行政手続法第15条の規定による通知があった日から当該処分をする日又は処分をしないことを決定する日までの間に登録の消除の申請をした者（登録の消除の申請について相当の理由がある者を除く。）であって、当該登録が消除された日から起算して5年を経過しないもの

### 受験要件
介護支援専門員は、保健、医療、福祉について幅広い知識と技術が必要となることから、「保健、福祉、医療の法定資格保有者」と「相談援助業務の経験がある人」に受験要件が限定される改正が行われ、2015年2月12日、厚生労働省が各都道府県に通知した。この法改正に伴い、保有資格取得者に対する試験免除が廃止される。
受験者数は介護保険制度開始時にあたる1998年度の20万7000人をピークに、更新制度の導入や極めて煩雑な事務作業、職務の重責化や報酬減などといった待遇の悪化による人気低下で減少が続き、2018年度に5万人を割り込んだ。合格者数もピーク時は約9万1000人だったが、2018年度、19年度と2年連続で1万人を切っている。急減の直接のきっかけは2018年度からの受験資格の厳格化であるが、ケアマネの負担増や処遇面での魅力が薄れていることも指摘されている
一方、業務に関しての満足する要因（動機付け要因）と不満足する要因（衛生要因）は別のものであり、動機付け要因「達成すること」「成果をあげること」「評価されること」「責任」「昇進」「成長の機会」などがある。そのため、介護支援専門員が主任介護支援専門員を取得し、ケアマネジメント能力が向上したと実感したり、利用者の自己実現が支援できることが魅力につながる。

### 研修科目
介護支援分野
1. 基本視点
2. 介護保険制度
3. 要介護・要支援認定特論
4. 介護支援サービス機能･要介護認定方法論

保健医療福祉サービス分野
1. 高齢者の身体的･精神的特長と高齢期の疾病･障害
2. 訪問介護方法論
3. 通所介護方法論
4. 短期入所生活介護方法論
5. 福祉用具、住宅改修方法論
6. 指定介護老人福祉施設サービス方法論
7. 公的サービス、社会資源導入方法論

### 更新制度
2006年3月より5年ごとの資格更新制度が導入され、その更新には各都道府県に置かれる研修実施財団等が行う更新研修の受講が義務付けられた。更新時点での業務従事の状況によって32時間から最長88時間のカリキュラムの消化が課せられている。更新制度開始時は座学が中心だったが、次第にグループワークや事前作成の課題の提出など、その内容は煩雑化してきている。
実務に全く役立たない・何日もの休暇を取っての受講・高額な受講費用の個人負担・事前の大量な課題作成の手間などの理由により業界内々での批判も多数出てはいるが、2022年4月現在、厚生労働省からは特に更新制度の廃止を示す発表はなされていない。
一方、介護保険制度は新たなサービスや加算など介護支援専門員として理解しなければならない知識が多くあり、また、社会保険の給付管理業務も付与されている専門職であるためより厳格な面もあるため、定期的な知識の更新が求められる。

## その他

### 事件
2012年には、過去の試験において規定の実務経験年数・日数を虚偽申告した証明書により受験に臨み合格していたことが発覚し、埼玉県、神奈川県で合格の取消がなされている。

### 試験の中止・延期
令和元年東日本台風の影響によって、介護支援専門員（ケアマネジャー）試験（2019年10月13日）について、東京、千葉、神奈川、茨城、栃木、埼玉、福島、宮城、岩手、青森、静岡、長野、山梨の1都12県が中止、群馬、富山、福井、岐阜などでは予定時間を繰り下げて実施した。試験を中止した1都12県の再試験については2020年3月8日に実施し、10月13日に試験を実施した県でも再試験を実施することで調整している。